# Лазающие хомяки (род)
Лазающие хомяки (лат. Tylomys) — род грызунов из группы хомяков Нового Света, обитающих в Центральной и Северной Америке. Он включает семь видов.
Лазающие хомяки достигают длины головы от 17 до 26 сантиметров, хвост - от 20 до 25 сантиметров. Вес известен только по виду T. nudicaudus, который весит около 280 граммов. Длинный хвост редко опушен, большие уши голые. Короткие и широкие задние лапы приспособлены к древесному образу жизни.
Ареал лазающих хомяков простирается от южной Мексики до Колумбии и северного Эквадора. Это явные обитатели леса и, вероятно, хотя бы частично живут на деревьях, но животные также встречаются и в каменистых биотопах. В остальном об образе жизни мало что известно.
Всего описано семь видов:
- Чиапасский лазающий хомяк (Tylomys bullaris) известен только из одного места в мексиканском штате Чьяпас. Этот вид внесен в список МСОП как «находящийся под угрозой исчезновения».
- Буробрюхий лазающий хомяк (Tylomys fulviventer) обитает исключительно в восточной Панаме.
- Колумбийский лазающий хомяк (Tylomys mirae) встречается на западе Колумбии и северо-западе Эквадора и поэтому является единственным южноамериканским представителем этого рода.
- Голохвостый лазающий хомяк (Tylomys nudicaudus) распространен от юга Мексики до Никарагуа.
- Панамский лазающий хомяк (Tylomys panamensis) обитает исключительно на востоке Панамы. По данным МСОП, вид находится под угрозой исчезновения (уязвим).
- Тумбальский лазающий хомяк (Tylomys tumbalensis) встречается только в мексиканском штате Чьяпас. Этот вид также внесен в список «находящихся под угрозой исчезновения».
- Лазающий хомяк Ватсона (Tylomys watsoni) распространен в Коста-Рике и Панаме.

Ближайший родственник лазающих хомяков — большеухий лазающий хомяк (Ototylomys phyllotis), в остальном они в значительной степени изолированы в системе хомяков Нового Света. Они относятся к подсемейству Tylomyinae.